# 天主教奇維塔卡斯泰拉納教區
天主教奇維塔卡斯泰拉納教區（拉丁語：Dioecesis Civitatis Castellanae），是義大利一個天主教教區。直屬聖座（羅馬教省）。
教區包括維泰博省東南部及羅馬省北部。教座位於奇維塔卡斯泰拉納，另外在奧爾泰、內皮、加萊塞、蘇特里設副主教座堂。2006年有教友213,800人，佔總人口95.1%。有七十六個堂區、司鐸184名。現任教區主教為羅馬諾·羅西。

## 歷史
教區最初位於法萊利，第一位有文獻記載的主教出現於499年，10世紀末遷移至奇維塔卡斯泰拉納。1285年加萊塞教區被併入，1437年10月5日奧爾泰教區被併入，教區改稱奇維塔卡斯泰拉納-奧爾泰教區。
1976年4月10日，內皮暨蘇特里教區主教被命名為奇維塔卡斯泰拉納、加萊塞暨奧爾泰教區，自此五個教區由同一位主教牧養。1986年2月15日後四個教區被撤銷，併入奇維塔卡斯泰拉納教區。